# Inhärenz
Inhärenz (von lateinisch inhaerere ‚in etwas hängen‘, ‚an etwas haften‘) bezeichnet allgemein das Innewohnen oder die Anhaftung.

## Philosophie
In der Philosophie bezeichnet der Begriff Inhärenz den Umstand, dass manche Eigenschaften notwendig zu bestimmten Sachen dazugehören, ihnen gleichsam innewohnen. Es besteht ein inniger Zusammenhang (Inhärenz) zwischen einer Eigenschaft und dem Träger der inhärenten (innewohnenden) Eigenschaft.
Zusätzlich zu den inhärenten Eigenschaften können einem Ding oder einer Substanz auch nicht-notwendige (akzidentelle) Eigenschaften anhaften.
Beispiel:
Bei der Aussage Der Körper ist schwer ist die Eigenschaft der Schwere notwendig an den Körper gebunden. Denn alle Körper sind materiell und somit schwer (Sinn). Man kann sich einen Körper nicht vorstellen, ohne ihm irgendein Maß an Schwere beizuordnen (und sei dessen Größe Null). Schwere, Gewicht oder genauer Masse – Gewicht entsteht erst unter dem Einfluss der Gravitationswirkung – ist eine inhärente Eigenschaft eines Körpers. 
Wenn der beispielhafte Körper zusätzlich farbig sein sollte, dann wäre die Farbe eine nicht-inhärente Eigenschaft. (Man kann ihn sich durchaus mit anderer Farbe oder farblos vorstellen, es bliebe dem Wesen nach derselbe Körper.) Gleichwohl haftet sie – in diesem Beispiel – an dem Körper.
In einem Gegensatz zur Inhärenz steht der Begriff Subsistenz.

## Technik
In der Technik spricht man von Redundanz, wenn ein technisches System derart konstruiert ist, dass es auch nach dem Ausfall mehrerer Komponenten sicher arbeitet. Prominente Beispiele dafür sind Hybridantriebe von Raketen, ebenso wird der Begriff häufig im Zusammenhang mit auf bestimmte Störfälle ausgelegten Kernkraftwerken verwendet, bei denen bestimmte sicherheitsrelevante Anlagen (bspw. Pumpen) vierfach vorhanden sind. Es ist zu beachten, dass auch bei dem Betrieb als inhärent sicher bezeichneter Anlagen Restrisiken bestehen.
Von inhärent sicher sprechen Befürworter der Kernkraft nur dann, wenn Risiken aus physikalischen Gründen ausgeschlossen sind. Allenfalls Kugelhaufenreaktoren, Dual-Fluid-Reaktoren und Flüssigsalzreaktoren werden von Befürwortern der Kerntechnik in diesem Zusammenhang genannt. Bspw. beim Flüssigsalzreaktor ist der Kernbrennstoff in flüssiger Form gleichmäßig im Primärkreislauf des Reaktors verteilt, eine Kernschmelze im klassischen Sinne ist damit ausgeschlossen – der Kern liegt stets im gewollt geschmolzenen Zustand vor. Flüssigsalzreaktoren arbeiten bei Atmosphärendruck und nicht, wie Druckwasserreaktoren oder Siedewasserreaktoren, bei Drücken von 50 bis 150 bar, weshalb eine Dampfexplosion im Bereich des Reaktorkerns nicht möglich ist.
Im Englischen wird meistens der Begriff walk-away-safe (deutsch für etwa „weglauf-sicher“) dafür verwendet. Er besagt, dass eine Anlage so ausgelegt ist, dass wenn man sie verlässt, sie sicher (ohne Personal) weiter läuft und sich irgendwann selbst abschaltet. Weil mit der Zeit (durch Abnutzung) jedes Sicherheitssystem irgendwann nicht mehr funktioniert, kann man den Begriff im selben Kontext wie inhärent verwenden.
Im Zusammenhang der Risikominderung gemäß EN ISO 14121-1, oder neu EN ISO 12100-1, wird der Begriff inhärente Sicherheit als Bestandteil des Risikominderungsprozesses verwendet. Hierbei geht es darum, eine potentielle Gefährdung bereits an der Quelle erst gar nicht entstehen zu lassen. Das heißt, dass zum Beispiel bei einer Quetschgefahr die gefahrbringende Bewegung komplett eliminiert wird, indem die zu erfüllende Funktion so weit angepasst wird, dass es die gefahrbringende Bewegung gar nicht mehr braucht. Bei redundanten Sicherheitssystemen müssen entsprechend EN ISO 13849 Ausfallwahrscheinlichkeitsberechnungen vorgenommen werden, die bei einer Inhärenten Konstruktion weg fallen, da die Gefährdungen gar nicht erst entstehen.

## Qualität
Bei der Qualität spricht man von inhärenten Merkmalen, wobei hier ‚inhärent‘ im Gegensatz zu „zugeordnet“ vielmehr „einer Einheit innewohnend“ bedeutet, insbesondere als ständiges Merkmal, wie z. B. im technischen Sinn der Durchmesser einer Schraube.
Inhärente Merkmale sind also solche, die der betrachteten Einheit – im modernen Qualitätsmanagement kann diese ein Produkt, ein Prozess oder ein System sein – innewohnen und damit ihre Beschaffenheit ausmachen. Merkmale wie Kosten oder Preis gelten als zugeordnete Merkmale, die der betrachteten Einheit nicht innewohnen.